# أبو الخصيب
أبو الخصيب هي مدينة عراقية ومركز قضاء يقع في إقصى جنوب العراق في محافظة البصرة يبلغ عدد سكانها أكثر من 240 ألف نسمة، تتميز بالمساحات الخضراء الواسعة في المدينة.
أطلق أسم (أبو الخصيب) على هذه المنطقة لأول مرة عام 140هـ، عندما حفر مولى الخليفة أبو جعفر المنصور، ويُدعى أبو الخصيب مرزوق نهرا سمي بأسمه (نهر أبو الخصيب) ثم سميت المنطقة (أبو الخصيب).
ولم تنفصل منطقة أبو الخصيب في تأريخها عن السلطة المركزية إلا في الفترة التي أتخذها صاحب الزنج (علي بن أحمد بن محمد) مقراً لجيوشهِ وبنى عاصمته المختارة فيها سنة 255 هـ.
كانت قرية أبو مغيرة هي أول قرية من قرى أبي الخصيب التي أعلنت العصيان والتمرد على الدولة العثمانية لسوء تصرف ولاتها في المنطقة، فأرسل الوالي العثماني (منيب باشا) جيشاً للقرية وضربها بالمدافع وكان ذلك في عام 1267هـ/ 1850م.
وعقد أول مؤتمر لوجهاء أبي الخصيب في ديوان السيد محمد بركات في قرية باب ميدان عام 1327هـ/1909م، وحضر هذا المؤتمر والي البصرة (سليمان بيك نظيف) وطالب وجهاء القضاء من الوالي ضرورة إجراء اصلاحات عمرانية في القضاء ومنها المطالبة بفتح طريق يربط قرية باب سليمان بقرية القنطرة وباب طويل على الضفة الجنوبية من نهر أبي الخصيب وقد تم ذلك.

## سبب التسمية
يذكر حسين بن سعدون في كتابه (البصرة ذات الوشاحين) عن أصل تسمية المدينة ما يلي:
كان نهر أبي الخصيب المتفرع من شط العرب نهراً عظيماً غزير الماء. وينسب النهر إلى أبي الخصيب مرزوق مولى أبي جعفر المنصور الخليفة العباسي. على ضفتيه قصور مزخرفة بديعة وأبنية فاخرة وأسواق عامرة، تتفرع منه خمسة عشر نهراً كبيراً، حولها بساتين عظيمة كثيرة، وهذا النهر اعظم الأنهار والمحال وأعمرها وأرغبها.
يقول البعض: إن تسمية النهر ترجع إلى اسم أحد عبيد الخليفة العباسي أبو جعفر المنصور المسمى (الغصيب) الذي أسكنه المنطقة بعد أن شيد قرب النهر قصراً ليحافظ عليه. ولهذا فاسم النهر أبو الغصيب وليس أبا الخصيب، وهناك قول آخر: أبو الخصيب بالخاء المعجمة سمي بذلك لكثرة ما فيهِ من الخصب والبساتين وقيل أصله بالغين المعجمة، وغصيب كان عبداً من عبيد أبي جعفر المنصور، سكن وبنى فيهِ حصناً وآثار الحصن المذكور موجود حالياً في المحل الذي يسمى بريم، وقيل أنه أقطعه هذا المقاطعة في سنة (140) هـ، وحفر فيها نهراً وسمي على اسمه.

## الزراعة
تشتهر أبو الخصيب بزراعة النخيل بأنواعه مثل الحلاوي والبريم والزهدي والجوزي والخستاوي والاشرسي والجبجاب والديري والساير والبرحي ويعتبر الأخير من أهم أنواع التمور في العراق والمنطقة. ويطل أبو الخصيب على شط العرب من بدايته حتى نهاية حدوده الإدارية مع الفاو.ولكن في بداية الحرب العراقية الإيرانية قلع أكثر النخيل.

## الاقتصاد
تعتبر تمور ابي الخصيب من أهم صادرات البصرة. ويحتوي القضاء على ميناء ابوفلوس الصغير على شط العرب. ويضم ابي الخصيب معمل كبير هو معمل الاسمدة الكيمياوية.

## الأكلات الشعبية
أبو الخصيب ككل مناطق البصرة تشتهر فيها أكلة الباجة وهي عبارة عن رأس الخروف مع أطرافه. ومن أهم الحلويات المشهورة والتي ينفرد بها القضاء هي حلاوة نهر خوز، والدبس الذي هو عبارة عن عصير التمور وكذلك حلوى العصيدة وهي عبارة عن خفق التمر مع الطحين على نار هادئة. وكذلك حلوة الخريط التي تطبخ بطريقة لا يعرفها إلا البصريات وهذه الحلوة تستخرج من ثمرة قصب البردي وتوضع على غطاء يعتلي قدر يغلي بالماء لتتكون منه طبقة رقيقة صفراء تقدم باردة لمحبيها.
كما أن السمك هو من الأكلات المفضلة التي لايستغني عنها الخصيبيون ومن انواعه الصبور والبني والهامور والبرزم والكطان والروبيان والزبيدي وتختلف طرق طبخه فمنه المشوي أو لمسكوف ومنه ما يطبخ تحت الرز وتسمى الأكلة بالمدفونة والبعض يفضل السمك الصغار ليعمل منه المرقة المعروفة بمرقة الدكة بتشديد الكاف والبعض يفضل المقلي منه وخصوصا السمك البني وفي هذه الحالة لابد من وجود المحمّر وهو الرز المطبوخ مع السكر أو الدبس.

## المناطق والنواحي والأنهار
تبعد أبو الخصيب عن البصرة الحالية (20) كيلو متراً. ومن مناطقها ونواحيها أبو مغيرة ومجيبره والسراجي ومهيجران وحمدان ومحيلة والصنكر نهرخوز وجيكور وناحية السيبة المشهورة ببساتين النخيل والتي تعرضت إلى أضرار كبيرة جراء الحرب العراقية الإيرانية. ومن أهم أنهارها نهر أبو الخصيب ونهر أبو فلوس ونهر الأعوج وتوجد فيها الكثير من الأنهار الصغيرة لإرواء بساتين النخيل.
[[وتعد أبو الخصيب أكبر قضاء في محافضة البصرة}}

## أهم المساجد ودور العبادة
تحتوي أبي الخصيب على الكثير من المساجد والجوامع التاريخية التي يعود تاريخ بناؤها إلى عهد الدولة العثمانية ومنها:
- جامع السراجي
- جامع باب سليمان
- جامع القدس
- جامع باب الطويل
- جامع أبي الخفيف (أبو الخفيف)
- جامع حمدان البز
- جامع حمدان البلد
- جامع مناوي لجم الصغير
- جامع عويسيان
- جامع حمزة الفوقاني
- جامع حمزة الفداغ
- حسينية داوود العاشور
- جامع الإمام الرضا
- جامع السبيليات
- جامع بلد سلامة
- مسجد بلد سلطان

## المواقع الأثرية
| الموقع               | القرية | الدور التاريخي |
| أبي صخير الشرقي (تل) | اللقطة | إسلامي         |
| أبي صخير الغربي (تل) | اللقطة | إسلامي         |
| الأكطم (تل جبل)      | اللقطة | إسلامي         |
| مطولات الشرقي (تل)   | اللقطة | إسلامي         |
| مطولات الغربي (تل)   | اللقطة | إسلامي         |
| مكطوم (تل)           | اللقطة | إسلامي         |

## المشاهير من أبو الخصيب
1. خزعل الكعبي ، أخر حكام الدولة الكعبية .
2. طالب النقيب، أول وزير للداخلية في الحكومة العراقية المؤقتة عام 1920م.
3. محمود باشا آل عبد الواحد وهو أول من تبرع لبناء مدرسة في أبي الخصيب سماها المدرسة المحمودية في جّلاب سنة 1913م.
4. أحمد جلبي آل عبد الواحد، وهو أول مدير ناحية لأبي الخصيب في عام 1913م.
5. عبد القادر السياب وهو أول صحفي وإعلامي من أبو الخصيب وأصدر جريدة الناس في عهد المملكة العراقية عام 1935م.
6. محمد زكي البصري المحامي من أبناء القضاء أول رئيس لمجلس النواب في حكومة ياسين الهاشمي وأحد رجال المجلس التأسيسي ووزيرا للعدل في وزارة ياسين الهاشمي.
7. زهور عبد دكسن، شاعرة معروفة لها ديوان شعري مطبوع.
8. بدر شاكر السياب، أول رائد للشعر الحر في الأدب العربي.
9. سعدي يوسف
10. طالب عبد العزيز
11. فاروق صالح العمر